# Distrito electoral K (Nebraska)
El distrito electoral K (en inglés: Precinct K) es un distrito electoral ubicado en el condado de Seward en el estado estadounidense de Nebraska. En el Censo de 2010 tenía una población de 367 habitantes y una densidad poblacional de 3,93 personas por km².

## Geografía
El distrito electoral K se encuentra ubicado en las coordenadas 40°49′40″N 97°11′30″O / 40.82778, -97.19167. Según la Oficina del Censo de los Estados Unidos, el distrito electoral K tiene una superficie total de 93.35 km², de la cual 92.88 km² corresponden a tierra firme y (0.5%) 0.47 km² es agua.

## Demografía
Según el censo de 2010, había 367 personas residiendo en el distrito electoral K. La densidad de población era de 3,93 hab./km². De los 367 habitantes, el distrito electoral K estaba compuesto por el 97.28% blancos y el 2.72% eran de otras razas. Del total de la población el 4.9% eran hispanos o latinos de cualquier raza.